# New adult

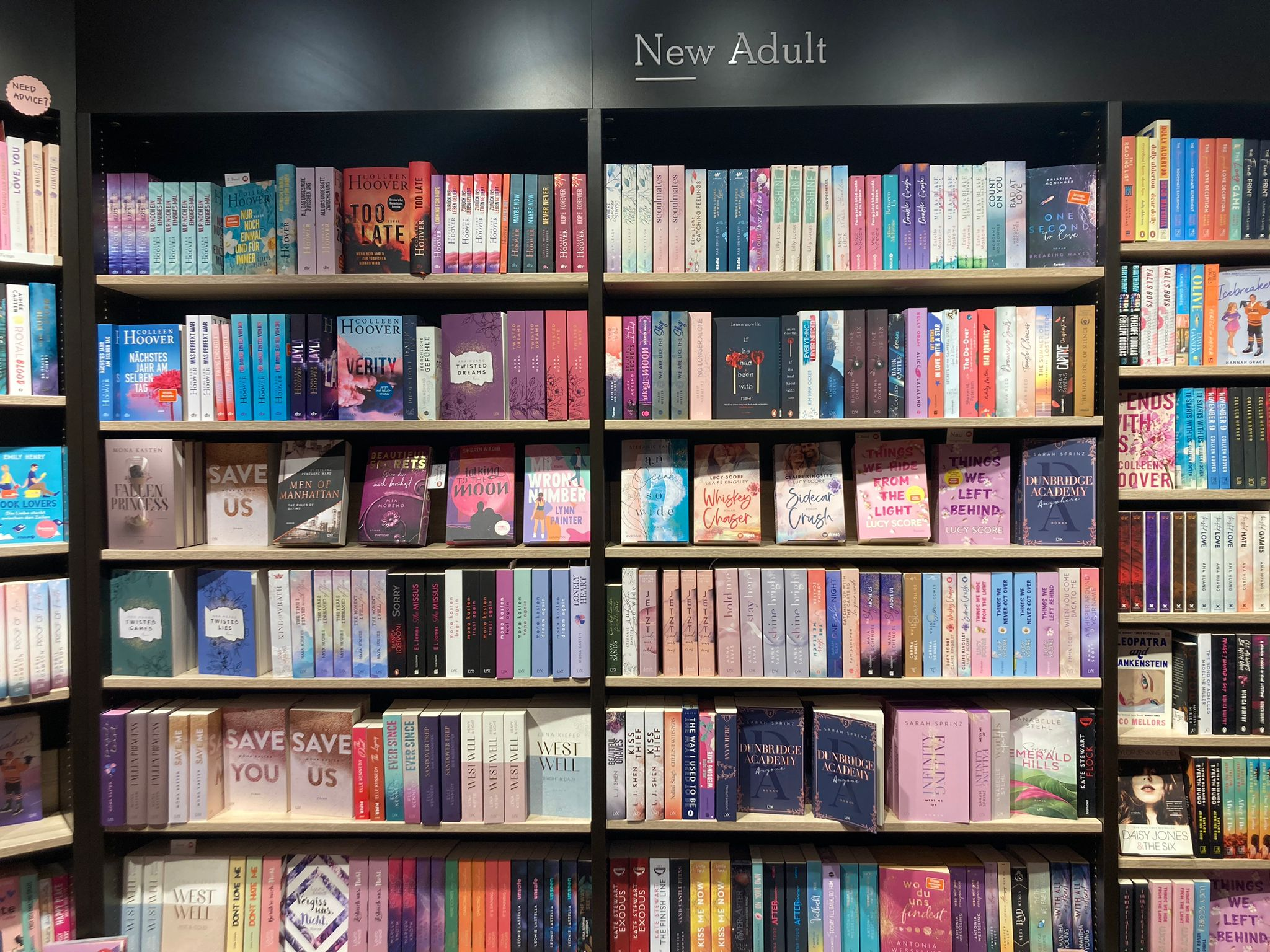
Departamento de livros New Adult numa livraria alemã (2023)

New Adult  (no Brasil: Novo Adulto ), abreviadamente NA, também chamado ficção para jovens adultos, é um gênero literário em desenvolvimento, com protagonistas na faixa etária de 18 a 30 anos. A Sr. Martin's Press foi a primeira a usar o termo em 2009, quando realizou uma chamada especial semelhante a Young Adult - uma espécie de "YA mais antigo" ou "novo adulto"  A ficção New Adult tende a se concentrar em questões como sair de casa, desenvolver a sexualidade e negociações sobre opções de educação e carreira. O gênero ganhou popularidade nos últimos anos, por meio de livros de autores best-seller como Jennifer L. Armentrout, Cora Carmack, Anna Todd, Colleen Hoover e Jamie McGuire.
O gênero foi originalmente recebido com algumas críticas, sendo visto por alguns como mera estratégia de marketing. Em contraste, outros consideram que a nova categoria era necessária. Um publicitário da Harper Collins descreveu o New Adult como "um rótulo conveniente, porque permite que pais, livrarias e leitores interessados saibam o que está dentro".

## Publicidade
Essa categoria destina-se a  jovens adultos, com idades entre 18 e 30 anos. Essa faixa etária é considerada como uma categoria crossover. Os editores de ficção New Adult tendem a favorecer essa categoria, pois ela abrange um público muito amplo. As principais características que distinguem a categoria de ficção New Adult da Young Adult são a perspectiva do jovem protagonista e a sua experiência de vida. A perspectiva é adquirida à medida que a inocência da infância se desvanece, e a experiência de vida é adquirida. Essa é uma percepção que falta na ficção Young Adult. Outras diferenças importantes são as idades dos personagens e os enredos. O YA não inclui personagens com mais de 18 anos ou que frequentem uma universidade, enquanto esses personagens podem aparecer em livros New Adult. [carece de fontes?]

## Temas abordados
A literatura New Adult toca em muitos temas e questões para alcançar os leitores que se enquadram entre as categorias de ficção para adultos e jovens adultos (YA).
Muitos temas abordados na ficção Young Adult, como identidade, depressão, suicídio, abuso de drogas, abuso de álcool, brigas familiares, bullying, também são abordados na ficção New Adult, mas as várias questões que são tratadas na categoria de uma forma mais complexa. Alguns exemplos comuns de problemas incluindo primeiros empregos, início ou termino de faculdade, casamento, começar novas famílias, amizades pós-ensino médio, alistamento militar, independência financeira, viver longe de casa pela primeira vez, empoderamento, perda da inocência, sexualidade e medo de falhar.[carece de fontes?]
Essa categoria se concentra fortemente na vida de uma pessoa depois que se torna adulta, e como lida com novos inícios. Comumente, esses temas e questões têm sido vistos no pós-ensino médio em título populares de ficção New Adult, mas há exceções.[carece de fontes?]

## Gênero
Como as categorias de ficção Young Adult e Adult, a ficção New Adult pode combinar com todos os gêneros e subgêneros. Ficção científica, ficção urbana, horror, paranormalidade, distopia, romance, etc.

## Controvérsias

#### O setor editorial
Muitos agentes e grandes editoras ainda não reconheceram a categoria devido a várias questões. Alguns vêem a categoria como uma bem-sucedida estratégia de marketing. O sucesso dos autores NA levou muitas editoras e agentes independentes a se abrirem para a categoria. Os editores agora publicam esses livros e estão sempre nas listas dos mais dos vendidos.[carece de fontes?]

#### Sexo
Em 2012, a ficçao New Adult teve um aumento no subgênero romântico da contemporaneidade, quando títulos autopublicados, como Slammed, de Colleen Hoover, Easy de Tamara Webber e Belo Desastre, de Jaime McGuire foram escolhidos por grandes editoras. Alguns acreditam que este salto em resposta à categoria veio do lançamento do popular romance erótico Cinquenta tons de cinza, que continha uma heroína na faculdade. Uma vez que a ficção New Adult aborda questões como sexo e sexualidade e muitos dos títulos bem-sucedidos das categorias lidam com essas mesmas questões, a própria categoria e a questão do sexo têm sido declarada como sinônimos e até mesmo chamadas de versões sexualizadas da ficção Young Adult. Tanto os leitores quantos os autores da categoria combatem a alefação afirmando que a categoria lida com a exploração da vida de uma personagem, e que o sexo não é onipresente em títulos New Adult. Em 2014, o gênero ganhou mais força com o lançamento de After, de Anna Todd. livro que aborda os principais temas  New Adult como: conflitos familiares, viver longe de casa, faculdade, sexualidade e perda da inocência.

## De 2009 ao presente
Após o final do concurso St. Martin's Press, a categoria New Adult tornou-se cada vez mais popular através da autopublicação. Os principais editores de Nova Iorque estão adquirindo esses títulos autopublicados para vendas em massa no mercado.[carece de fontes?]

## Autores
Alguns autores notáveis da categoria incluem:
- Jennifer L. Armentrout / J. Lynn
- Gemma Burgess
- Katy Evans
- Abbi Glines
- Colleen Hoover
- Anna Todd
- J.A. Redmerski
- Sylvain Reynard
- Jessica Sorensen
- Tammara Webber
- Sarah J Maas
- Lev Grossman
- Ernest Cline
- Patrick Rothfuss
- Kendall Ryan
- Elle Kennedy